# تاج‌الدین‌محله
تاج‌الدین‌محله، روستایی از توابع بخش مرکزی شهرستان ساری در استان مازندران ایران است.

## جمعیت
این روستا در دهستان رودپی جنوبی قرار داشته و براساس آخرین سرشماری مرکز آمار ایران که در سال ۱۳۸۵ صورت گرفته، جمعیت آن ۴۰۴نفر (۱۱۲خانوار) بوده‌است.